# 부당위압
부당위압(Undue Influence)은 영미법상의 개념으로 계약체결당시 부적절한 영향력으로 인해 계약이 자유의지에 의해 체결되지 않았음을 말한다. 

## 관련 문헌
- 명순구 편저, 편집. (2004년 8월 27일). 《쉽게 익히는 미국계약법입문》 초판. 서울: 법문사. ISBN 89-18-01083-4.
- 김선국, 미국계약법연구서설, 財産法硏究 第23卷 第3號, 2007. 2.
- 가정준, 미국계약법의 구조와 이해, 財産法硏究 第23卷 第3號, 2007. 2.

## 같이 보기
- 노인 학대